# 佩奇·格雷科
佩奇·格雷科（英語：Paige Greco，1997年2月19日—），澳大利亚女子自行车运动员。她曾代表澳大利亚参加2020年夏季残疾人奥林匹克运动会自行车比赛，获得一枚金牌和二枚铜牌。